# Išpuini

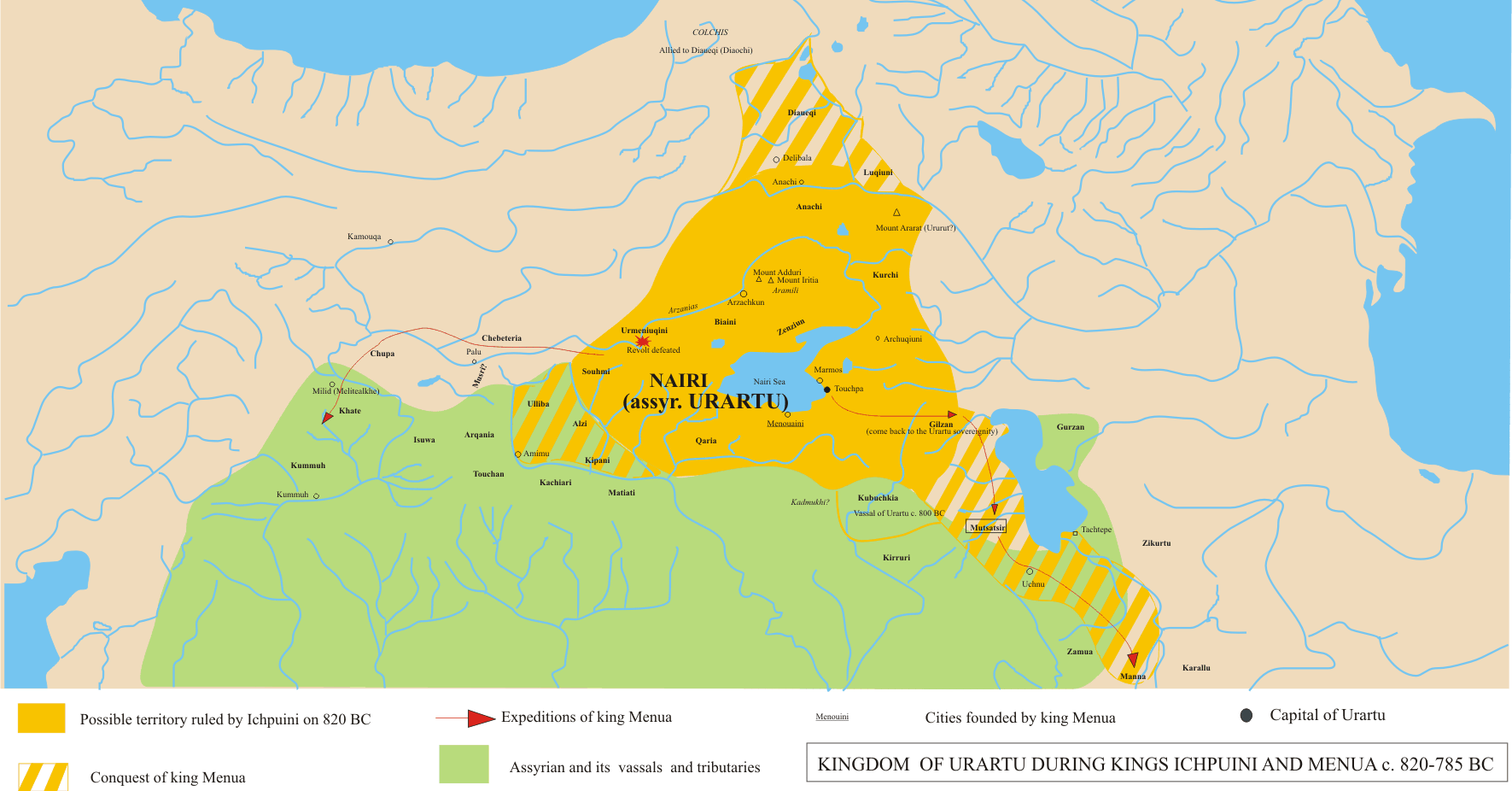
Urartu unter Išpuini und seinem Sohn Menua

Išpuini (oder Ishpuinis) war ein urartäischer König. Er folgte seinem Vater Sarduri I. auf den Thron und regierte 828 bis 810 v. Chr. Išpuini nannte sich unter anderem König des Landes Nairi, Glorreicher König und König des Universums.
Išpuini eroberte Musaṣir, das er zum religiösen Zentrum seines Reiches machte. Išpuini machte den Kriegsgott Haldi zum Reichsgott.
Išpuini kämpfte gegen die Assyrer unter Šamši-Adad V. Gegen Ende der Regierungszeit von Išpuini finden Feldzüge zum südlichen und westlichen Teil des Urmia-Sees statt. Išpuini und Menua zogen gegen mUiṭeruḫi, mLuša und mKatarza im Araxes-Tal sowie die Könige von Etiuḫi zu Felde. Es wird gemeinhin angenommen, dass Išpuini oder sein Sohn Menua um 810 v. Chr. Hasanlu in Mannai eroberten.
Sein Sohn Menua folgte Išpuini auf den Thron.

## Inschriften
- Auf der Kel-i-Schin-Stele berichtet Išpuini, sein Reich nach Süden ausgedehnt zu haben.
- Eine Inschrift des Išpuini stammt aus Toprakkale bei Eleşkirt am westlichen Ende der Ebene von Ağrı.[2] Sie berichtet über seine Feldzüge im Norden.[3] Er zog danach gegen Uiṭeruḫi, Luša und Katarza und das Land Etiuḫi zu Felde.[4] Diese werden gewöhnlich nördlich des Ararat lokalisiert.[5]
- Felsinschrift von Ojasar-İlandağ, Distrikt Culfa, Autonome Republik Nachitschewan
- Kirche von Surb Porgos, Van[6]
- Kirche von Kasim Oğlu[7]
- Elmalik (Zvastan/Zivistan), südwestlich von Van: Išpuini, Sohn des Sarduri hat dieses Haus gebaut[8]
- Voskebak bei Van[9]
- Patnos (Badnoc) nordöstlich von Manazgirt
- Kalecik (Lesk, Aralesk bei Lehmann-Haupt) östlich des Van-Sees[10]
- Toprakkale, Van, Burgfelsen[11]
- Giyimili bei Gürpinar südöstlich der Stadt Van, heute im Museum Adana[12]